# کیریلی وایت
کیریلی وایت (انگلیسی: Kirrily White؛ زادهٔ ۱ ژانویهٔ ۱۹۷۳) هنرپیشه اهل استرالیا است.